# Rhinophrynus dorsalis
Rhinophrynus dorsalis är en groddjursart som beskrevs av Duméril och Gabriel Bibron 1841. Rhinophrynus dorsalis är ensam i släktet Rhinophrynus och även i familjen Rhinophrynidae. IUCN kategoriserar arten globalt som livskraftig. Inga underarter finns listade i Catalogue of Life. Det svenska trivialnamnet näspadda förekommer för arten.
Denna padda förekommer i södra Nordamerika och Centralamerika. Utbredningsområdet sträcker sig från södra Texas (USA) till Costa Rica. Paddan lever främst i låglandet vid kusten och den når 500 meter över havet i kulliga områden. Habitatet utgörs av skogar, buskskogar, savanner och odlade områden.
Arten blir ungefär 65 mm lång. Huden är allmänt grå med gul- till orangeröda fläckar. Kännetecknande är en orangeröd strimma på ryggens mitt. Strimman och fläckarna är hos några individer ganska blek.
Rhinophrynus dorsalis föredrar termiter som föda och äter dessutom andra insekter och andra ryggradslösa djur. Dessa byten fångas vanligen under natten. Parningen sker vid olika tider på året.
Individerna är vanliga i områden som tidvis översvämmas. Under torra tider vilar de gömda i jorden. Äggen kläcks i vattenpölar och där utvecklas även larverna.